# كرك إينكتشة
كرك إينكتشة (بالفارسية: کرک اینکچه) هي قرية تقع في قسم دة عباس الريفي (مقاطعة اسلام شهر) في إيران. يقدر عدد سكانها بـ 119 نسمة بحسب إحصاء 2016.